# Javier Echevarría Rodríguez
Javier Echevarría Rodríguez (ur. 14 czerwca 1932 w Madrycie, zm. 12 grudnia 2016 w Rzymie) – hiszpański duchowny katolicki, prałat Opus Dei.

## Życiorys
Doktor prawa kanonicznego (Angelicum, 1953) i prawa cywilnego (Papieski Uniwersytet Laterański, 1955). Należał do Opus Dei od 1948 jako numerariusz. Został wyświęcony na kapłana 7 sierpnia 1955. Ściśle współpracował ze św. Josemaríą Escrivą de Balaguer, którego był sekretarzem od 1953 aż do jego śmierci w 1975. Od 1966 był członkiem Rady Generalnej Opus Dei.
W 1975, kiedy Álvaro del Portillo stanął jako następca św. Josemaríi Escrivy, na czele Opus Dei, Echevarria został mianowany sekretarzem generalnym, które to stanowisko dotychczas sprawował Álvaro del Portillo. W 1982 wraz z erygowaniem Opus Dei jako prałatury personalnej, Echevarria został wikariuszem generalnym Prałatury.
Od 1981 był konsultorem Kongregacji Spraw Świętych, Najwyższego Trybunału Sygnatury Apostolskiej, a od 1995 roku Kongregacji ds. Duchowieństwa. 20 kwietnia 1994 został wybrany i mianowany przez Jana Pawła II prałatem Opus Dei. Następnie, 6 stycznia 1995 w bazylice Świętego Piotra, papież konsekrował go na biskupa tytularnego Cibilii.
Piastował godność Wielkiego Kanclerza Uniwersytetu Piura (Peru), Uniwersytetu Nawarry (Hiszpania), Papieskiego Uniwersytetu Św. Krzyża (Rzym) i honorowego rektora Uniwersytetu Austral (Argentyna).
W czasie kierowania Prałaturą Opus Dei (1994-2016) nastąpił dalszy wzrost liczby członków z 75.000 do 92.000. W tym okresie wyświęcił ponad 600 księży wywodzących się z szeregów Opus Dei a także rozpoczęto pracę apostolską w 16 nowych krajach (1994 Litwa, 1996 Estonia, Słowacja, Liban, Panama i Uganda; 1997 Kazachstan; 1998 Afryka Południowa; 2003 Słowenia i Chorwacja, 2004 Łotwa; 2007 Rosja; 2009 Rumunia, Indonezja i Korea Połudn.; 2011 Sri Lanka). W tym okresie miała miejsce kanonizacja założyciela Opus Dei, św. Josemarii Escrywy de Balaguera (2002), a także beatyfikacja Alvaro del Portillo (2014).
Echevarría dziewięciokrotnie odwiedził Polskę. Zmarł 12 grudnia 2016 po kilkudniowym pobycie w szpitalu Policlinico Campus Biomedico w Rzymie z powodu zapalenia płuc. Jego ciało spoczywa w krypcie Najświętszej Maryi Panny Królowej Pokoju, kościele prałackim Opus Dei w Rzymie.

## Publikacje
Był autorem kilku książek i licznych publikacji. W języku polskim ukazały się:
- Wspomnienie o świętym Josemarii Escrivie, założycielu Opus Dei – rozmowa z bp. Javierem Echevarrią, prałatem Opus Dei, Wydawnictwo Księży Marianów MIC, Warszawa 2006, ISBN 83-7502-056-7
- Żyć Mszą Świętą, Polskie Wydawnictwo Encyklopedyczne POLWEN, Radom 2013, 191 s. ISBN 978-83-7557-127-1